# Graham Nash
Graham William Nash (Blackpool, 1942. február 2.–) brit-amerikai énekes, gitáros, dalszerző. 

## Pályafutása
1968-ig a The Hollies gitárosa, utána a Crosby, Stills, Nash (később Crosby, Stills, Nash and Young) tagja lett. 2010-ben megkapta a Brit Birodalom Rendje (OBE) kitüntetést, ugyanebben az évben a Hollies tagjaként bekerült a Rock and Roll Hírességek Csarnokába.

## Diszkográfia

### The Hollies
- Stay with The Hollies (1964)
- In The Hollies Style (1964)
- Hollies (1965)
- Would You Believe? (1966)
- For Certain Because (1966)
- Evolution (1967)
- Butterfly (1967)
- Hollies Sing Dylan (1969)
- Hollies Sing Hollies (1969)
- Confessions of the Mind (1970)
- Distant Light (1971)
- Romany (1972)
- Out on the Road (1973)
- Hollies (1974)
- Another Night (1975)
- Write On (1976)
- Russian Roulette (1976)
- A Crazy Steal (1978)
- Five Three One-Double Seven o Four (1979)
- Buddy Holly (1980)
- What Goes Around... (1983)
- Staying Power (2006)
- Then, Now, Always (2009)

### Crosby, Stills, Nash & Young
- Crosby, Stills & Nash – 1969. május 29.
- Déjà Vu – 1970. március 11. *
- Four Way Street – 1971. április 7. *
- So Far – 1974. augusztus 19. *
- CSN – 1977. június 17.
- Replay – 1980. december 8.
- Daylight Again – 1982. június 21.
- Allies – 1983.
- American Dream – 1988. *
- Live It Up – 1990. június 11.
- CSN (box set) – 1991. október
- After the Storm – 1994.
- Carry On – 1998.
- Looking Forward – 1999. október 26. *
- Greatest Hits – 2005. március 14.

### Szólóalbumok
| Album címe          | Adatok                                                      | Slágerlistás helyezések | Slágerlistás helyezések | Slágerlistás helyezések | Slágerlistás helyezések | Slágerlistás helyezések | Slágerlistás helyezések | Slágerlistás helyezések | Slágerlistás helyezések | Slágerlistás helyezések | Slágerlistás helyezések | Slágerlistás helyezések |
| Album címe          | Adatok                                                      | UK                      | AUS                     | CAN                     | GER                     | ITA                     | NDL                     | NOR                     | SWE                     | US Cash box             | US RecordWorld          | US                      |
| ------------------- | ----------------------------------------------------------- | ----------------------- | ----------------------- | ----------------------- | ----------------------- | ----------------------- | ----------------------- | ----------------------- | ----------------------- | ----------------------- | ----------------------- | ----------------------- |
| Songs for Beginners | - Megjelent: 1971. május 28. - Kiadó: Atlantic Records      | 13                      | 11                      | 11                      | —                       | —                       | 4                       | 13                      | 10                      | 10                      | 11                      | 15                      |
| Wild Tales          | - Megjelent: 1974. január 2. - Kiadó: Atlantic Records      | —                       | —                       | 62                      | —                       | —                       | —                       | —                       | —                       | 22                      | 24                      | 34                      |
| Earth & Sky         | - Megjelent: 1980. február 15. - Kiadó: EMI                 | —                       | —                       | —                       | —                       | —                       | —                       | —                       | —                       | 106                     | 104                     | 117                     |
| Innocent Eyes       | - Megjelent: 1986. március 27. - Kiadó: Atlantic Records    | —                       | 91                      | —                       | —                       | —                       | —                       | —                       | —                       | 123                     | —                       | 136                     |
| Songs for Survivors | - Released: 2002. április 30. - Kiadó: Artemis Records      | —                       | —                       | —                       | —                       | —                       | —                       | —                       | —                       | —                       | —                       | —                       |
| This Path Tonight   | - Megjelent: 2016. április 15. - Kiadó: Blue Castle Records | 41                      | —                       | —                       | 48                      | 34                      | 22                      | 27                      | 58                      | —                       | —                       | 93                      |

## Fordítás
- Ez a szócikk részben vagy egészben  a   Graham Nash című angol Wikipédia-szócikk ezen változatának fordításán alapul.  Az eredeti cikk szerkesztőit annak laptörténete sorolja fel. Ez a jelzés csupán a megfogalmazás eredetét és a szerzői jogokat jelzi, nem szolgál a cikkben szereplő információk forrásmegjelöléseként.